# Ciclo do Ulster
Ciclo do Ulster, antigamente chamado de "Ciclo do Ramo Vermelho", é grande conjunto de prosa e verso que versam sobre os tradicionais heróis do Ulaid, onde hoje é a região oriental do Ulster (Irlanda). É um dos quatro ciclos principais da mitologia irlandesa, ao lado do Ciclo mitológico, Ciclo de Fenian e o Ciclo histórico.

## Ciclo mítico
Este ciclo está centrado no reinado de Conchobar mac Nessa, que dizem haver sido o rei do Ulster no início da Era Cristã. Ele governava de Emain Macha (hoje Navan Fort, próximo a Armagh), e tinha uma grande rivalidade com a Rainha Medb e o rei Ailill, de Connacht, junto ao aliado deles, Fergus mac Róich, rei anterior do Ulster. O principal herói do ciclo é o sobrinho de Conchobar, chamado de Cúchulainn.
A sociedade descrita nos contos do Ciclo do Ulster é marcadamente pertencente à pré-cristã, Idade do Ferro - embora "filtrada" pela perspectiva dos redatores cristãos medievais, seu conteúdo apresenta equivalência com a sociedade celta europeia, tal como foi descrita pelos autores clássicos. Guerreiros lutando em carruagens, levando a cabeça dos seus oponentes como troféu, lutas como "aperitivo" dos banquetes, a orientação feita por druidas, singulares lutas com bastões. Os bardos tinham grande poder e privilégio e a riqueza era medida em gado.
O Ciclo consiste em cerca de oitenta histórias, cujo núcleo central é o Táin Bó Cúailnge ou, numa tradução livre, o "Ataque ao gado de Cooley" onde a rainha Medb invade o Ulster à frente de um enorme exército a fim de roubar o touro marrom de Cooley, e encontra somente Cúchulainn em seu caminho.